# Fritillaria pudica
La fritillaria amarilla (Fritillaria pudica) es una pequeña planta perenne, nativa del oeste de los Estados Unidos (Idaho, Montana, Oregón, Washington, Wyoming, las regiones más al norte de California, Nevada, el noroeste de Colorado, Dakota del Norte y Utah) y Canadá (Alberta y Columbia Británica).  La planta pertenece a la familia de liliáceas. Otro nombre común de esta especie es campanilla amarilla, debido a su flor amarilla que asemeja a una campana.
La planta se puede encontrar en suelos secos y sueltos. Es una de las primeras plantas en florecer después de que la nieve se derrite, pero su flor no dura mucho; a medida que los pétalos envejecen, adquieren un color rojo ladrillo y comienzan a curvarse hacia afuera. En los tallos, las flores crecen solas o en parejas, las partes florales crecen en múltiplos de tres. Durante su histórico viaje, Meriwether Lewis recolectó un espécimen mientras pasaba por Idaho en 1806.
La especie produce cormos que se pueden desenterrar y comer crudos o cocidos, por lo que fue una fuente de alimento para los indígenas de América. A día de hoy, todavía se comen sus cormos.